# 龔承鈞
龚承钧（1833年—？），字春庭，号湘浦，湖南湘潭人，清朝官员、榜眼。
龚承钧为同治二年（1863年）癸亥科一甲第二名进士（榜眼），授翰林院编修。官至掌四川道监察御史。四十余岁病逝，未能充分施展才干。